# سيو دونج-وون
سيو دونج-وون (12 ديسمبر 1973 بكوريا الجنوبية - ) هو لاعب كرة قدم كوري جنوبي في مركز الوسط. شارك مع منتخب كوريا الجنوبية لكرة القدم. أما مع النوادي، فقد لعب مع بوهانغ ستيلرز ونادي أولسان هيونداي واينتراخت ترير 05 ‏.

## مسيرته الكروية
لعب سيو دونج-وون خلال مسيرته الاحترافية مع نادِ واحدٍ في ثلاثة مواسم وسجل خلالها هدفين أثنين ضمن 22 مباراة. ولم يفز بأي موسم بالكأس أو بالدوري.
خاض سيو دونج-وون مسيرته مع نادي أولسان هيونداي في موسم 1997 واستمر معه طيلة ثلاثة مواسم، مشاركًا في 22 مباراة سجل خلالها هدفين.

## وصلات خارجية
- سيو دونج-وون على موقع الاتحاد الدولي (مؤرشف)  (الإنجليزية)
- سيو دونج-وون على موقع دوري كوريا الجنوبية (الإنجليزية)
- سيو دونج-وون على موقع قاعدة بيانات كرة القدم.إي يو (الإنجليزية)
- سيو دونج-وون على موقع ناشيونال فوتبول تيمز (الإنجليزية)